# Rowan Cheshire
Rowan Cheshire (ur. 1 września 1995 w Crewe) – brytyjska narciarka dowolna specjalizująca się w halfpipe'ie. W 2018 roku wystartowała na igrzyskach olimpijskich w Pjongczangu, gdzie była siódma. Rok wcześniej zajęła szóste miejsce podczas mistrzostw świata w Sierra Nevada. Najlepsze wyniki w Pucharze Świata osiągnęła w sezonie 2013/2014, kiedy to zajęła 35. miejsce w klasyfikacji generalnej, a w klasyfikacji halfpipe'a była siódma.

## Osiągnięcia

### Igrzyska olimpijskie
| Miejsce | Dzień     | Rok  | Miejscowość | Konkurencja | Zwyciężczyni  |
| ------- | --------- | ---- | ----------- | ----------- | ------------- |
| 7.      | 20 lutego | 2018 | Pjongczang  | Halfpipe    | Cassie Sharpe |

### Mistrzostwa świata
| Miejsce | Dzień    | Rok  | Miejscowość   | Konkurencja | Zwyciężczyni    |
| ------- | -------- | ---- | ------------- | ----------- | --------------- |
| 17.     | 5 marca  | 2013 | Voss          | Halfpipe    | Virginie Faivre |
| 6.      | 18 marca | 2017 | Sierra Nevada | Halfpipe    | Ayana Onozuka   |

### Puchar Świata

#### Miejsca w klasyfikacji generalnej
- sezon 2012/2013: 117.
- sezon 2013/2014: 35.
- sezon 2015/2016: 93.
- sezon 2016/2017: 82.
- sezon 2017/2018: 152.

#### Miejsca na podium w zawodach
1. Calgary – 3 stycznia 2014 (halfpipe) – 1. miejsce